# 学校法人愛知朝鮮学園
学校法人愛知朝鮮学園（がっこうほうじんあいちちょうせんがくえん）は学校法人にして、愛知県内における朝鮮学校の設置者。すべて各種学校である。

## 設置校

### 日本の中学校・高等学校相当
- 愛知朝鮮中高級学校

### 日本の小学校相当
- 名古屋朝鮮初級学校
- 東春朝鮮初級学校
- 愛知朝鮮第七初級学校
- 豊橋朝鮮初級学校 （以上4校は日本の幼稚園相当の幼稚班をもつ）